# Quatuor avec piano (Carmichael)
Le quatuor avec piano « Sea changes » de John Carmichael est achevé en 2000. Selon le compositeur, le titre fait référence aux eaux entourant l'Australie où il est né et le Royaume-Uni où il réside de nos jours

## Structure
Composé pour un quatuor avec piano standard, l'œuvre est en trois mouvements :
1. Allegro energico
2. Lento ma non troppo
3. Allegro

Une exécution normale demande environ 18 à 19 minutes.

## Exécutions
La première du quatuor est donnée à Londres avec Anthony Gray au piano et un trio à cordes composé de Belinda MacFarlane, Morgan Goff et Matthew Lee.
Le 27 mai 2001, le quatuor est exécuté au Perth Concert Hall (en) par l'« Australian Piano Quartet ». Un enregistrement en direct de ce concert, où est également donné le Quatuor pour piano et cordes en sol mineur de Brahms, est plus tard édité par la Cité de Perth.